# Shakura (Vorname)
Shakura (arabisch: شكورة) bzw. Shakur (arabisch: شكور) ist ein Vorname.

## Herkunft und Bedeutung
Der männliche arabische Vorname Shakur bedeutet dankbar; von der Wurzel شَكشَرَ (Shakara), was dankbar bedeutet. In der islamischen Tradition ist الشكور (al-Shakur) einer der 99 Namen Allahs. Eine weitere Variante ist Shakir.
Shakura ist die weibliche Variante des Namens. Eine weitere Variante ist Shakira.

## Bekannte Namensträger

### Weiblich
- Shakura S'Aida, kanadische Blues-Sängerin

### Männlich
- Shakur Stevenson (* 1997), US-amerikanischer Boxer